# Mișna
Mișna (Mishná -משנה învățare și repetare) este partea întâi a Talmudului sau a Învățăturii iudaice orale, culegere de compilații de opinii și dezbateri juridice, bazate pe interpretări ale textului biblic, care au contribuit mult la cristalizarea religiei iudaice și la organizarea vieții credincioșilor evrei. Ea stă la baza dreptului religios iudaic. 
Termenul în traducere înseamnă învățătură și repetare,după verbul shaná - שנה
(în aramaică - taná). Există și o altă ipoteză etimologică - care derivă numele Mishna de la cuvântul shnaim = doi, Mishna fiind a doua (shniyá) după Biblie (Tanakh) și secundară (mishnit) ei. 
Mișna de asemenea denotă o metodă de memorizare orală a discursului rabinic și este, de asemenea, un gen literar.  
Și fiecare articol din Mișna se numește, de asemenea mishná, la plural mishnayot, 
Literatura mișnaică, așa cum a fost elaborată de către învățații tanaim cuprinde toate preceptele și sfaturile primite și transmise de la o generație la alta, până ce a fost așternută în scris pentru a conserva modul de viață iudaic. Ea cuprinde o mare varietate de teme și domenii și se ocupă în detaliu de legile fundamentale care guvernează fiecare din ele. Întinderea Mișnei era fără precedent la timpul său. 
Mișna a fost scrisă în limba ebraică din primele secole ale mileniului I e.n., numită ebraica mișnaică (în mică măsură în aramaica vestică talmudică) într-un stil direct, precis si concis  prezentând multiple opinii ale înțelepților asupra învățăturii iudaice. Numărul mare de opinii a fost inclus pentru a ajunge la un consens în privința temelor controversate.
După credința iudaică, Dumnezeu a dat poporului lui Israel "Legea" sau "Învățătura" Tora (se citește Torá) în două forme: scrisă și orală. Cea scrisă "Torá she'bi'khtav", adică (Biblia ebraică, Tanah, care include Cele Cinci Cărți ale lui Moise care sunt, în primul rând, numite Torá sau Torat Moshè) s-a păstrat în manuscrise, în vreme ce Torá orală ("Torá she b' 'al pé") a fost transmisă oral, din generație în generație de-a lungul secolelor până în perioada dominației romane, când a fost distrus Al Doilea Templu din Ierusalim.
Când s-a constatat pericolul dispariției acestei tradiții, mai ales după distrugerea Templului din Ierusalim și în perioadele de războaie și represiuni din timpul stăpânirii romane, a apărut necesitatea de a conserva Torá orală prin codificarea ei în formă scrisă. 
În urma distrugerii Templului au dispărut majoritatea sectelor care au caracterizat scena iudaismului în Iudeea, (denumită ulterior Palestina) în afara fariseismului (și a creștinismului timpuriu).
Succesori ai fariseismului au fost învățații tanaim care, vreme de mai mult de un secol, au desăvârșit redactarea și clasificarea tradițiilor care au constituit Mișna. 

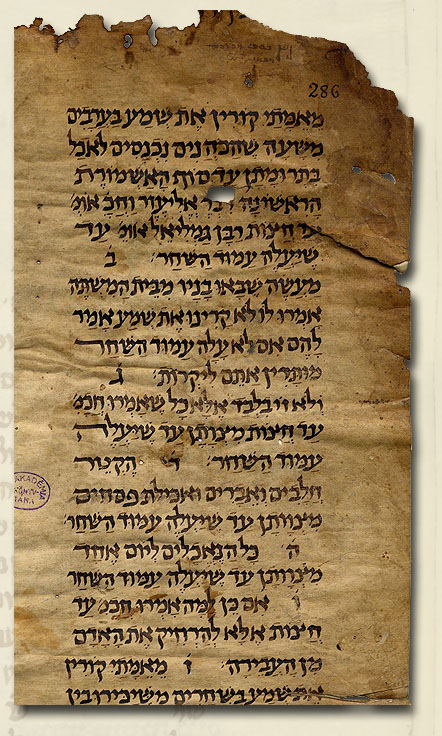
Codex Kaufmann - Cel mai vechi exemplar al Mişnei, din sec.X-XI, referinţă pentru ediţiile ulterioare - din colecția lui David Kaufmann din Budapesta

Ei au substituit centralitatea Templului cu centralitatea Învățăturii (Torá) mai ales cea orală (Talmudul ca „Templu de cuvinte”, după Shaul Liberman) 
Generațiile codificatorilor și comentatorilor Torei orale - tanaim -  au fost următoarele: 
Generația I - pe la 80 d.Hr.  Rabi Yohanan ben Zakai; munca  de ordonare a tradițiilor orale, de codificare și clasificare, a început la Yavne, a continuat,apoi, în academii rabinice din Galileea (Beit Shearim, Tzipori) 
Generația a II-a - în 80-110 d.Hr  Rabi Gamliel din Yavne, rabi Eliezer și rabi Ioșua;
Generația a III-a - în 110-135 d.Hr. Rabbi Akiva;
Generația a IV-a: - în 135-170 d.Hr. Rabi Meir, rabi Yehuda;
Generația a V-a: 170-200 d.Hr. Rabi Yehuda ha' Nassí, redactorul și codificatorul ultimativ al Mișnei (ca 200 e.n.).
Mișna conține 6 ordine (cărți, cicluri, סדרים sedarim, ședință, studiu). Fiecare din aceste ordine conține de la 7 la 12 tratate numite massehtot (מסכת massekhet, broșură). Fiecare massekhet este compusă dintr-un număr variabil de articole, numite mișnaiot (משנהmișna: repetare, articol, "învățătură").
Ordinele Mișnei sunt : 
1/ Zraíym (Semințe) זרעים - legi privind agricultura
2/ Mo'éd (Sarbatoare ) מועד- legi privind sărbătorile (mo'adim și haggim) 
3/ Nașim - (Femei) נשים - legi privind viața de cuplu 
4/ Nezikin - (Daune) נזיקין - legi guvernând relațiile dintre oameni și funcționarea tribunalelor religioase 
5/ Kodașim - (Lucrări sfinte) קדשים - legi privind sacrificiile și riturile în Templul din Ierusalim, animalele de sacrificat etc. 
6/ Tohorot - ( Purificări) טהרות - legi ale riturilor de purificare.
Comentariile rabinilor la textele mișnaice vreme de trei secole au fost înregistrate în limba aramaică și au fost redactate sub numele Ghemara în Palestina, și mai ales în Babilonia, sub stăpânire persană sasanidă. Mișna și Ghemara, împreună formează Talmudul. Uneori se folosește termenul de Talmud mai ales pentru Ghemara sau Talmudul babilonian.
Mișna reprezintă sursa principiilor juridice (Halakhá) și în același timp a povestirilor, a pildelor sau a legendelor (Agadá) din Talmud.

## Cuprinsul Mișnei
Mișna cuprinde jurisdicția Învățăturii sacre iudaice în toate domeniile.
Exista, totuși, unele legi de bază ale căror amănunte nu apar în Mișna.
Maimonide s-a referit la câteva dintre ele. 

### Cele Șase Ordine
Inițial Mișna era numită o metodă de învățare care prezenta subiectele în ordine sistematică, în contrast cu Midraș care urma ordinea din Biblie. Ca lucrare de compilație scrisă, ordinele din Mișna sunt consacrate câte unui subiect general, includ o selecție mult mai largă de subiecte juridice și discută subiectele individuale mult mai temeinic
decât Midrașul.
Mișna este alcătuită din Șase Ordine (seder סדר, la plural sedarim)  
fiecare cuprinzînd 7-12 tratate (masekhet, la plural masekhtot), în total 63. Fiecare masekhet este împărțită în capitole - (perek, la plural prakim) și apoi din articole sau paragrafe, numite mishná (la plural mishnayot). Mishna înseamnă, deci, și cea mai mică unitate de structură a Mișnei, și uneori Mișna este numită cu numele la plural Mishnayot.
Din cauza împărțirii ei în șase ordine, Mișna este numită uneori Shas (   ש"ס acronim pentru Shisha Sedarim - Șase Ordine). Adeseori întreg Talmudul este numit Shas.
Cele șase ordine sunt:
I.Zeraim (Semințe) - care se ocupă de rugăciuni și binecuvântări legate de pământ, zeciuieli și legi agricole - 11 tratate (655 articole - mishnayot)
- Brahot - (ברכות) - binecuvântări
- Peá - (פאה) - colțul de ogor
- Demay - (דמאי) - produse pentru care nu se știe dacă a fost încasată zeciuiala
- Kiláyim -(כלאים) semințe, animale,haine amestecate
- Sheviit  ((שביעית) - an sabatic
- Trumot (תרומות) - donații
- Maaserot sau Maaser Rishon (מעשרות sau מעשר ראשון) - zeciuieli sau prima zeciuială pentru leviți
- Maaser sheni  (מעשר שני) - a doua zeciuială, la Ierusalim
- Halá (חלה) - aluat donat preoților (cohanim)
- Orlá  (ערלה)  -interdicții în legătură cu fructele pomilor în primii trei ani
- Bikurim (בכורים) - trufandale donate la Templu

II.Moed (מועד ) - legi cu privire la sâmbătă, sărbători, posturi 
- 12 tratate (cu 681 articole - mishnayot)
- Shabat (שבת) - sâmbăta
- Eruvin (ערובין ) -  extinderi prin îngrădiri simbolice de sâmbătă și sărbători
- Pesahim (פסחים) - mieii pascali
- Shkalim  (שקלים) - taxe pentru Templu
- Yoma  (יומא)-  Iom Kipur
- Suká (סוכה)  -  Sukot (Sărbătoarea Corturilor)
- Beitzá (ביצה) - Oul - prepararea de alimente pentru sâmbătă și sărbători
- Rosh Hashana (ראש השנה) - Anul Nou iudaic
- Taanit  (תענית)  - postul
- Meghilá (מגילה)- Sulul cărții Esterei, Purim
- Moed Katan  (מועד קטן)- sărbători minore (Hol Hamoed)
- Haghigá (חגיגה) - ofrande de sărbători

III. Nashim (נשים Femei) - legi 
legi ale relațiilor de cuplu, căsătoriei și divorțului, unele jurăminte, legile naziratului - 7 tratate (cu 578 articole - mishnayot)
- Yevamot (יבמות) - văduve de levirat
- Ketubot (כתובות) - contracte de nuntă
- Nedarim  (נדרים) - făgăduințe
- Nazir (נזיר)  - naziratul
- Ghitin  (גטין) - actul de divorț
- Kidushin (קדושין)  - logodna

IV.Nezikin (נזיקין - Daune) - legi ale dreptului civil și penal, funcționarea tribunalelor și jurăminte, - 10 tratate (cu 685 articole - mishnayot)  
- Bava Kama (בבא קמה) -  Prima Poartă
- Bava Metzia (בבא מציעה)  Poarta Mijlocie
- Bava Batra  (בבא בתרא)  Ultima Poartă

aceste primele trei tratate - dezbat legea civilă, acoperirea daunelor și greșelilor, corectarea purtării în afaceri, munca, tranzacții imnobiliare
- Sanhedrin  (סנהדרין) - legile guvernării,pedepse penale
- Makot  (מכות) Biciuri , pedepse corporale
- Shevuot (שבועות) Jurăminte
- Eduyot (עדויות) - Mărturii
- Avodá Zará  (עבודה זרה)  Idolatria
- Avot  (פרקי אבות) - Vorbele Părinților - tratat etic
- Horayot (הוריות) Hotărâri

IV.Kodashim (קודשים "Lucruri sacre)"), despre rituri de sacrificiu, Templul, legi dietetice  -  11 tratate  (cu 590 articole - mishnayot)
- Zevahim (זבחים) sacrificii zilnice de animale
- Menahot  (מנחות) ofrande pascale
- Hulin (חולין) tăieri de animale pentru scopuri nereligioase
- Bekhorot (בכורות) întâi născuți
- Arakhin (ערכין) evaluări ale obiectelor consacrate,
- Temurá (תמורה)  Substituția sacrificiilor
- Keritot (כריתות) pedepse de extirpare sau moarte prematură (penru păcate intenționate)
- Meilá  (מעילה) sacrilegiu
- Tamid (תמיד) sacrificiul regulat zilnic
- Midot (מידות)  -  măsurari ale Templului
- Kinim -(קינים) Cuiburi  - păsări de sacrificiu

V.Tohorot ("Puritate și impuritate")  - legile  purității (tohorá) și ale impurității (tumá) inclusiv impuritatea morților, puritatea alimentelor, puritatea corpului etc. - 12 tratate  (1.003 articole - mishnayot) 
- Kelim (כלים) Vase  (ritualuri de purificare)
- Oholot (אהלות) Corturi  (ritualuri de purificare)
- Negayim (נגעים)- Lepra
- Para - (פרה) Juninca - legile despre juninca roșie
- Tohorot (טהרות)  - Purificări
- Mikvaot (מקוואות) Băi rituale
- Nidá (נידה)  Femeia la menstruație
- Makhshirin (מכשירין) Preparări  (ale alimentelor impure din cauza lichidelor)
- Zavim  (זבים) Cei ce suferă de secreții
- Tevul Yom (טבול יום)  -Îmbăierea în timpul zilei
- Yadayim (ידים) Spălarea mâinilor
- Uktzin (עוקצין) Steli, Gambi  (impurități rituale - alimentare)

Acronimul "ZMaN NaKaT" este o prescurtare mnemotehnică pentru ordinele Mișnei.În fiecare ordin (cu excepția lui Zeraim), tratatele sunt ordonate după numărul de capitole, de la cel mai mare număr de capitole spre cel mai mic număr de capitole.  
| Ordinul Zeraim (Semințe) (זרעים)                                                                        | Ordinul Moéd (Sărbătoare) (מועד)                                                                                      | Ordinul Nashim (Femei) (נשים)                                  | Ordinul Nezikin (Daune) (נזיקין)                                                                                   | Ordinul Kodashim (Obiecte sacre) (קדשים)                                                          | Ordinul Tohorot (Purificări) (טָהֳרוֹת)                                                                         |
| --- | --- | -------------------------------------------------------------- | --- | ------------------------------------------------------------------------------------------------- | --- |
| Berakhot • Peá • Demay • Kiláyim • Sheviit • Trumot • Maaserot • Maasser sheni • Hallá • Orlá • Bikurim | Shabat • Eruvin • Pesahim • Shekalim • Yoma • Suká • Beitzá • Rosh Hashaná • Taanit • Meghilá • Mo'ed Katan • Haghigá | Yevamot • Ketubot • Nedarim • Nazir • Sotá • Ghitin • Kidushin | Bava Kamma • Bava Metzia • Bava Batra • Sanhedrin • Makkot • Shvuot • Eduyot • Avodá Zará • -Pirkei Avot • Horayot | Zevahim • Menakhot • Houlin • Bekhorot • Arakhin • Tmurá • Kritut • Meilá • Tamid • Midot • Kinim | Kelim • Oholot • Negaim • Pará • Tohorot • Mikvaot • Nidá • Makhshirin • Zavim • Tevul Yom • Yadaim • Oktzim |

Talmudul babilonian (Haghiga 14a) afirma ca ar fi existat șase sute sau șapte sute ordine - sedarim - ale Mișnei. Mișna a fost împărțită în șase secțiuni tematice de către redactorul ei, Yehuda HaNassi. După una din tradiții, Ezra a fost acela care a dictat din memorie nu numai cele 24 cărți ale Bibliei ebraice (Tanakh), ci și încă 60 cărți esoterice. Nu se știe dacă aceasta se referă la Mișna, dar într-adevăr Mișna conține circa șaizeci de tratate. Numărul lor total este 63, dar tratatul Makot făcea parte la origine din tratatul Sanhedrin,iar Bava Kama, Bava Metzia și Bava Batra erau, inițial, privite ca subdiviziuni ale unui singur tratat enorm, denumit Nezikin.

### Texte electronice
- în Britannica on line
- Mișna - în traducere spaniolă traducere de Carlos del Valle, Editura Sigueme, Biblioteca de estudios biblicos, Salamanca, iulie 1997 - 1152 pagini
- Learn Mishnah Online Arhivat în 26 mai 2024, la Wayback Machine. - Studiul Textelor Mișnaice (în engleză).
- Mishnah on Demand - Versiunile PDF a textului Mișna în limba ebraică.
- Mechon Mamre Arhivat în 5 decembrie 2012, la Archive.is - Textul Mișna după Maimonide.
- The Structured Mishnah Arhivat în 17 decembrie 2005, la Wayback Machine. - Textul Mișnei în limba ebraică fără vocalizare.
- Online Treasury of Talmudic Manuscripts, Jewish National and University Library Arhivat în 26 ianuarie 2013, la Wayback Machine.

## Comentariile Mișnei
Deși Saadia Gaon a redactat o lucrare lexicografică despre Mișna, cu scopul de a-i facilita înțelegerea, iar Rashi s-a aplecat asupra Mișnei în cursul comentariului său la Talmud, în general, se consideră că primul comentariu consacrat exclusiv Mișnei a fost scris de Maimonide (Moshe ben Maimon sau Rambam).
El a fost redactat în 1168 în iudeo-arabă și face un rezumat al discuțiilor talmudice și propune decizii (psikot) în cazurile care nu au fost tranșate. Maimonide le mai adauga adesea niște introduceri - hakdamot - unele dintre ele, lungi cât niște tratate.
Aceste hakdamot sunt deseori citate în alte cărți despre Mișna și despre Legea orală în general.Între ele cele mai însemnate sunt prefața la Comentariul însuși, introducerea la capitolul al X-lea din tratatul Sanhedrin, unde el enumeră cele 13 principii de credință (crezul iudaic) și introducerea la Tratatul Pirkei Avot, care este cunoscută ca Tratatul celor Opt Capitole. Tradus în ebraică, Comentariul la Mișna al lui Maimonide a inspirat numeroase scrieri ulterioare ca, de pildă, comentariul la Talmud numit Beit Habehira de Menahem Hameiri din secolul al XIII-lea.
La câteva decenii după Maimonide, tosafistul Samson ben Abraham de Sens a compus și el un comentariu. Deși clasic și tipărit în numeroase ediții ale Mișnei, al a avut o influență limitată. 
În secolul al XV-lea Ovadia ben Avraham di Bertinoro și-a redactat  propriul comentariu la Mișna, cunoscut, în general, sub numele de Bartenura. inspirându-se de la predecesorii săi, mai ales Maimonide, el a detaliat mai mult dezbaterile talmudice (și nu numai concluziile) și a putut servi drept sursă secundară a Talmudului.  
Un secol mai târziu, Maharalul din Praga, a inițiat studierea orgzanizată a Misnei - Hevrat Mishnayot. Unul din discipolii săi ,Yom Tov Lipman Heller și-a sistematizat învățăturile în cartea Tosafot Yom Tov care a reprezentat pentru Bartenura, ceea ce Tosafot ale tosafiștilor au reprezentat pentru comentariul lui Rashi la Talmud.
Aceste Tosafot ale lui Yom Tov Lipman Heller sau forma lor prescurtată,Ikar Tosefot Yom Tov figureaza alături de Bartenura în numeroase ediții tipărite ale Mișnei.

### Prelegeri audio
- Meir Pogrow Arhivat în 10 decembrie 2005, la Wayback Machine. - prelegeri pentru studiul Mișna în limba engleză; descarcări MP3.

### Alte texte
- Despre Mișna ca text Cabalistic Arhivat în 20 noiembrie 2008, la Wayback Machine.